# گاما آتش‌دان
گاما آتش‌دان یک ستاره است که در صورت فلکی آتشدان قرار دارد.